# 근로자이사제

## 정의
근로자이사제 또는 노동이사제는 이사회에 노동조합 대표 또는 이사가 파견되는 제도를 말한다. 근로자이사는 이사회의 소속 구성원으로서 이사회 기관의 사업계획, 예산, 재산처분 등 주요 의사 결정과정에 발언권 및 의결권을 갖고 참여할 수 있다.

## 장점과 단점
근로자이사제는 근로자 구성원을 대표하여 현장 경험을 살려 근로자의 목소리를 이사회에 반영할 수 있다는 장점이 있는 반면, 이사회 결정이 늦어지고 경영권 침해에 대한 우려도 있다.
사례
1951년 독일을 시작으로 유럽에서 모두 19개국에서 근로자이사제를 시행하고 있다. 그리스, 아일랜드, 스페인, 포르투갈 4개국은 공공부문에만 적용했다.
(독일)
독일의 경우 공공과 민간 기관 구분 없이 500명 이상 근로자가 근무하는 사업장은 모두 근로자 이사를 두도록 하고 있다. 그러나 견제 위주의 감독이사회에서만 근로자이사는 참여할 수 있고 실질적인 집행은 경영이사회가 담당한다.
독일은 기업 규모에 따라 이사회의 최고 절반 까지를 근로자이사로 채우도록 법제화 하고 있다.
(프랑스)
프랑스는 500인 이상의 기업이나 조직을 대상으로 공공 기관은 이사회의 3분의 1, 민간 기업은 5분의 1을 근로자이사를 임명하도록 하고 있다.
(대한민국)
대한민국 서울시는 2014년 11월 노동이사제 도입 의사를 밝히었고 2016년 노동이사제를 도입했다. 그리고 2017년 7월 서울연구원에 근로자이사를 처음 임명했다. 100명이 넘는 공공기관을 대상으로 근로자대표 1~2명이 이사회에 참여할 수 있도록 조례를 만들었다.
논란
근로자이사회가 기업의 경영권 침해에 대한 우려를 일으키고 대한민국 헌법 119조 1항에 명시된 자유시장경제체제를 위반한다는 의견에 서울시는 법률에서 포괄적으로 위임한 법적 근거를 바탕으로 헌법상 권리인 자치단체의 자치입법권인 조례를 제정해 도입하기 때문에 위법이 아니라는 입장을 밝혔고 헌법에서 보장한 자유시장 경제질서는 경영상 자유를 보장한다는 개념으로 근로자들의 경영권 참여 금지를 뜻하는 법리가 아님을 밝혔다.

## 참고자료
네이버 지식백과 <근로자이사제>
1. ↑  다시 불붙은 노동이사제...도대체 뭐길래?, 2018년 1월 30일 세종=뉴스핌 한태희 기자
2. ↑  그들은 왜 노동이사제를 두려워하는가?, 르몽드 디플로마티크 : 안치용의 프롬나드